# Grube Volbach
Die Grube Volbach ist eine ehemalige Eisen-Grube des Bensberger Erzreviers in Bergisch Gladbach. Das Gelände gehört zum Stadtteil Hand. Aufgrund eines Mutungsgesuchs vom 13. Februar 1848 mit dem Namen Theodor erfolgte die Verleihung des Grubenfeldes am 15. Januar 1851 mit dem Namen Volbach auf Raseneisenstein. Das Grubenfeld lag in der Umgebung von Diepeschrath. Am nördlichen Ende der mit Rasengittersteinen ausgebauten Verlängerung der Heinrich-Strünker-Straße geht nach Westen ein Wanderweg in den Wald hinein. Südlich des Weges war der Fundpunkt des Grubenfeldes Volbach. Relikte sind nicht mehr zu finden. Über den Betrieb der Grube ist nichts bekannt.